# Estadio Charles Konan Banny
El Estadio Charles Konan Banny también llamado Estadio de Yamusukro es un estadio ubicado en la ciudad de Yamusukro, Costa de Marfil. El estadio tiene una capacidad de 20 000 asientos.
El 1 de marzo de 2018 se firmó un acuerdo entre el gobierno de Costa de Marfil y una asociación formada por Alcor, Sogea-Satom, Egis y Baudin Chateauneuf.
El 19 de octubre de 2018, el primer ministro de Costa de Marfil, Amadou Gon Coulibaly, inauguró el estadio.
El 11 de junio de 2021, el estadio fue entregado al municipio de Yamusukro y albergará partidos de la Ligue 1 de Costa de Marfil .
Se espera que el estadio albergue muchos partidos de la Copa Africana de Naciones 2023 .
El estadio lleva el nombre de Charles Konan Banny, quien sirvió como primer ministro desde el 7 de diciembre de 2005 hasta el 4 de abril de 2007, quien falleció durante la pandemia de COVID-19 en Francia.

## Construcción
A pesar de la situación de Covid19, se hicieron esfuerzos para continuar con la construcción del estadio.
La construcción se completó en el verano de 2021.

## Inauguración
Se suponía que la inauguración se llevaría a cabo en septiembre de 2021. Sin embargo, la Confederación Africana de Fútbol encontró algunas deficiencias en el estadio, principalmente en términos de seguridad, y los partidos de la selección de fútbol de Costa de Marfil tuvieron que trasladarse a otro lugar. El estadio fue inaugurado el 3 de junio de 2022, durante la clasificación para la Copa Africana de Naciones de 2023 y el partido entre Costa de Marfil y Zambia . Costa de Marfil ganó 3-1.

## Resultados en eventos de importancia

### Copa Africana de Naciones 2023
El estadio albergó ocho partidos de la Copa Africana de Naciones 2023.
| Fecha                | Equipo 1   | Resultado    | Equipo 2        | Ronda                 | Asistencia |
| -------------------- | ---------- | ------------ | --------------- | --------------------- | ---------- |
| 15 de enero de 2024  | Senegal    | 3–0          | Gambia          | Primera fase, Grupo C | 7,896      |
| 15 de enero de 2024  | Camerún    | 1–1          | Guinea          | Primera fase, Grupo C | 11,271     |
| 19 de enero de 2024  | Senegal    | 3–1          | Camerún         | Primera fase, Grupo C | 19,176     |
| 19 de enero de 2024  | Guinea     | 1–0          | Gambia          | Primera fase, Grupo C | 19,822     |
| 23 de enero de 2024  | Guinea     | 0–2          | Senegal         | Primera fase, Grupo C | 15,753     |
| 23 de enero de 2024  | Angola     | 2–0          | Burkina Faso    | Primera fase, Grupo D | 15,753     |
| 29 de enero de 2024  | Senegal    | 1–1 (4–5 p.) | Costa de Marfil | Octavos de final      | 19,948     |
| 3 de febrero de 2024 | Cabo Verde | 0–0 (1–2 p.) | Sudáfrica       | Cuartos de final      | 12,162     |